# Škoda Kodiaq GT
 Škoda Kodiaq GT – samochód osobowy typu SUV Coupé klasy średniej produkowany pod czeską marką Škoda od 2018 roku.

## Historia i opis modelu

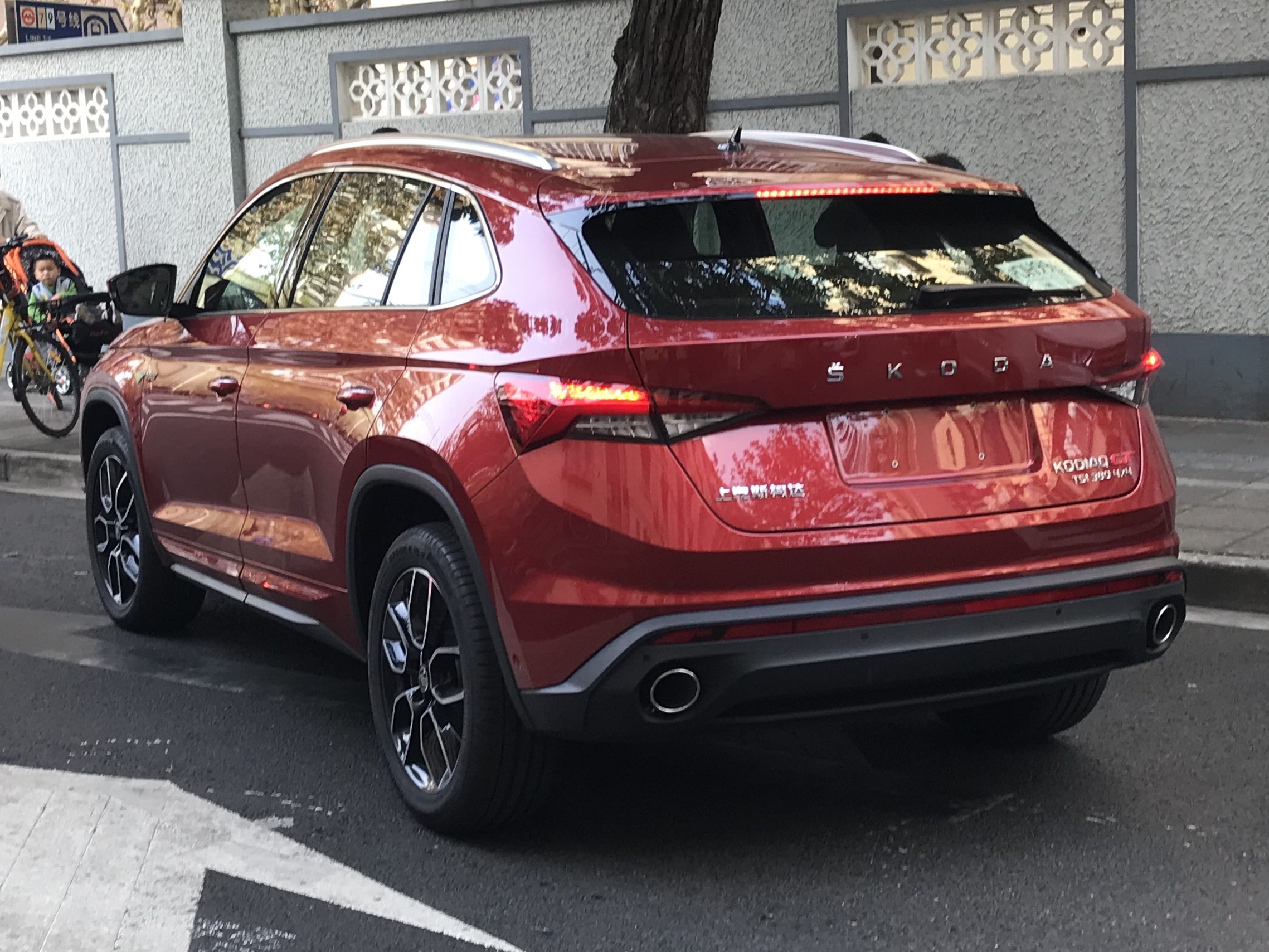
Škoda Kodiaq GT - tył

Pojazd został zaprojektowany z myślą o chińskim rynku motoryzacyjnym, gdzie w ofercie marki pełnić będzie rolę sztandarowego modelu. W stosunku do pierwotnego modelu Kodiaq auto w przedniej części wyróżnia się jedynie delikatnie zmodyfikowanym zderzakiem. Największe zmiany zachodzą tuż za słupkiem B, kiedy to niżej poprowadzona linia dachu delikatnie opada, łącząc się z pokrywą bagażnika. Produkcyjna wersja pojazdu zaprezentowana została w listopadzie 2018 roku podczas targów motoryzacyjnych w Kantonie.